# Бел-Нор (Мисури)
Бел-Нор (енгл. Bel-Nor) град је у америчкој савезној држави Мисури.

## Демографија
По попису из 2010. године број становника је 1.499, што је 99 (-6,2%) становника мање него 2000. године.
| Група             | 2000.       | 2010.       |
| Белци             | 908 (56,8%) | 704 (47,0%) |
| Афроамериканци    | 633 (39,6%) | 696 (46,4%) |
| Азијати           | 15 (0,9%)   | 33 (2,2%)   |
| Хиспаноамериканци | 14 (0,9%)   | 35 (2,3%)   |
| Укупно            | 1.598       | 1.499       |